# 204 до н. е.

## Події
- консули Марк Корнелій Цетег та Публій Семпроній Тудітан
- прийнято Lex Cincia — римський закон проти розкоші
- (протягом двох років) Хунну, очолювані шаньюєм Моде, підкоюють низку сусідніх кочових племен на півдні (байян, лоуфань), розбивають дунху на сході, позбавляються влади «відступивших» юечжі та починають домінувати у східній частині Великого Євразійського Степу.